# Sir Lionel
Sir Lionel (talvolta italianizzato con Lionello) è un personaggio della materia di Bretagna. Cavaliere della Tavola rotonda di re Artù, era il figlio più giovane di re Bors il Vecchio di Gaunnes (o Gallia), fratello di Bors il Giovane e cugino di Lancillotto e di Hector de Maris. Quando il padre morì combattendo contro re Claudas, Lionel e Bors furono soccorsi dalla Dama del Lago e allevati nel suo regno, insieme al figliastro Lancillotto.
Dopo una serie di peripezie, anche molto sfortunate, lui e ciò che restava della sua famiglia, seguì Lancillotto in esilio, dopo la scoperta della relazione di quest'ultimo con la regina Ginevra. Divenne sovrano di Gaunnes. Dopo la battaglia di Camlann, la famiglia di Lancillotto tornò in Britannia per sconfiggere le restanti forze di Mordred. Alla fine fu ucciso dal figlio di Mordred, Melehan, e vendicato dal fratello Bors.